# Sōke
Sōke 宗家 (también escrito en rōmaji: sokke, sôke y sôkke) es la palabra que designa al título japonés de los herederos o cabezas de estilo de las escuelas de artes marciales japonesas clásicas antiguas, o koryū budō.
El título de Soke es a veces administrativo, y no tiene por qué ser indicativo del nivel técnico y marcial del receptor de este título. Su responsabilidad es la permanencia y correcta transmisión de las enseñanzas marciales de las escuelas correspondientes, y es la única persona que puede autorizar la expedición del Menkyo kaiden, o licencia de máxima instrucción. Este es el grado llegado al cual un practicante de una escuela determinada está autorizado para fundar su propia línea de dicha escuela en cuestión.